# David Pingree
David Edwin Pingree (* 2. Januar 1933 in New Haven, Connecticut; † 11. November 2005 in Providence, Rhode Island) war ein US-amerikanischer Mathematik- und Wissenschaftshistoriker und Orientalist.

## Leben und Wirken
Pingree studierte an der Phillips Academy in Andover (Massachusetts) (Abschluss 1950) und danach an der Harvard University klassische Philologie und Sanskrit (das er schon in Andover im Selbststudium erlernte, er war aber auch Arabist, las Persisch und babylonische Keilschrifttexte), mit einem Bachelor-Abschluss „magna cum laude“ 1954. 1954/55 studierte er Manuskripte in der Bibliothek des Vatikans mit einer Fulbright Fellowship. 1957/1958 reiste er das erste Mal nach Indien mit einer Ford Fellowship, wo er seine Sanskritstudien vertiefte und Manuskripte studierte. 1960 wurde er in Harvard bei Daniel Ingalls und Otto Neugebauer promoviert mit einer Arbeit über den Einfluss hellenistischer Astrologie in Indien. Danach war er Professor am Oriental Institute der University of Chicago (wohin ihn Neugebauer schickte, um babylonische Texte zu studieren), bevor ihn Otto Neugebauer 1971 als seinen Nachfolger (Neugebauer ging 1969 in den Ruhestand) als Professor für Mathematikgeschichte an der Brown University holte. 1986 war er dort Vorstand der Fakultät. 1968/69 und 1978/79 war er am Institute for Advanced Study. 1981 bis 1986 war er auch A.D. White Professor-at-Large an der Cornell University.
Zeit seines Lebens war er durch ein vermindertes Sehvermögen behindert (er war auf einem Auge blind und hatte auf dem anderen nur 20 Prozent Sehvermögen).
Pingree war insbesondere an der Übertragung mathematischen und astronomischen Wissens über kulturelle Grenzen hinweg interessiert, wie von Babylonien nach Griechenland, von Griechenland in die islamische Welt, von der islamischen Welt nach Indien und von Indien nach Westeuropa im Mittelalter. 1963 veröffentlichte er einen Aufsatz in der Zeitschrift Isis, in der er Argumente für eine direkte Übersetzung griechischer Texte im 2. bis 4. Jahrhundert nach Christus in Indien darlegte. Er veröffentlichte 43 Bücher und Monographien und über 240 wissenschaftliche Zeitschriftenartikel. Sein fünfbändiges Verzeichnis von Sanskrit Manuskripten mit wissenschaftlichem Inhalt (Census of Exact Sciences in Sanskrit) erschien 1970 bis 1994. Er arbeitete auch mit dem Wiener Assyriologen Hermann Hunger in der Veröffentlichung babylonischer astronomischer Texte zusammen (wie dem MUL.APIN Keilschrifttext des Britischen Museums 1989). Mit ihm schrieb er auch Astral Sciences in Mesopotamia (1999).
Er war Junior Fellow in Harvard, 1975 Guggenheim Fellow und 1981 MacArthur Fellow. Er war Mitglied der American Philosophical Society und der American Oriental Society. 1971 wurde er in die American Academy of Arts and Sciences gewählt, 1992 wurde er Ehrendoktor der Universität Chicago.
Seine umfangreiche private Bibliothek (über 22000 Bände und diverse Manuskripte) wurde 2007 von der Brown University erworben.
Zu seinen Doktoranden zählen Kim Plofker und Takao Hayashi.

## Schriften
- Census of the Exact Sciences in Sanskrit (= Memoirs of the American Philosophical Society. 81, 1–5, ISSN 0065-9738). 5 Bände. American Philosophical Society, Philadelphia PA 1970, 1971, 1976, 1981, 1994.
- mit Otto Neugebauer: The Pañcasiddhāntikā of Varāhamihira. (= Historisk-filosofiske skrifter. 6, 1, (1)–2, ISSN 0023-3307). 2 Bände. Munsgaard, Kopenhagen 1970–1971.
- mit Erica Reiner: Babylonian Planetary Omens. 4 Bände. Styx u. a., Groningen u. a. 1975–2005.
- History of Mathematical Astronomy in India. In: Dictionary of Scientific Biography. Band 15 = Supplement 1: Roger Adams – Ludwik Zejszner. Topical Essays. Scribner, New York NY 1978, ISBN 0-684-14779-3, S. 533–633.
- mit Hermann Hunger: MUL.APIN. An Astronomical Compendium in Cuneiform (= Archiv für Orientforschung. Beiheft. 24). Berger, Horn 1989.
- mit Hermann Hunger: Astral Sciences in Mesopotamia (= Handbuch der Orientalistik. Abt. 1: Der Nahe und der Mittlere Osten. Bd. 44). Brill, Leiden u. a. 1999, ISBN 90-04-10127-6.
- mit Takanori Kusuba: Arabic Astronomy in Sanskrit. Al-Birjandī on Tadhkira II, Chapter 11 and its Sanskrit Translation (= Islamic Philosophy, Theology and Science. 47). Brill, Leiden u. a. 2002, ISBN 90-04-12475-6.
- Pathways into the Study of Ancient Sciences - Selected Essays by David Pingree, herausgegeben von Isabelle Pingree, John M. Steele, Charles Burnett and Erica Reiner, in: Transactions of the American Philosophical Society New Series, Vol. 104, No. 3 (2014), JSTOR:24398230